# Чемпионат Ливана по футболу
Ливанская премьер-лига (фр. Championnat du Liban de Football, араб. الدوري اللبناني لكرة القدم‎) — высший футбольный турнир Ливана. Была основана в 1934 году и контролируется футбольной федерацией Ливана. Она была основана в 1900 году и в 1934 году вошла в АФК. В турнире участвуют 12 команд. Играется чемпионат по круговой системе в три круга. Команды, занявшие последние два места, вылетают в первый дивизион.

## Распределение мест
Команды, имеющие одинаковое количество очков, сравниваются по:
- Разнице мячей
- Забитым голам
- Личным встречам
- Очкам фейр-плей

## Сезон 2016/17
| Клуб             | Город   | Стадион                       | Вместимость |
| ---------------- | ------- | ----------------------------- | ----------- |
| Аль-Ахед         | Бейрут  | Муниципальный стадион Бейрута | 22,500      |
| Аль-Аха Аль-Ахли | Алей    | Стадион им. Амина Абденнура   | 3,500       |
| Аль-Ансар        | Бейрут  | Муниципальный стадион Бейрута | 22,500      |
| Аль-Ижтимаи      | Триполи | Муниципальный стадион Триполи | 22,000      |
| Ан-Наби Шит      | Захле   | Ан-Наби Шит                   | 5000        |
| Ан-Нежме         | Бейрут  | Стадион им. Рафика Харири     | 15,000      |
| Расинг           | Бейрут  | Стадион им. Фуада Шебаба      | 5,000       |
| Сафа             | Бейрут  | Сафа                          | 4,000       |
| Салям            | Згарта  | Згарта                        | 6,500       |
| Шабаб Ас-Сахель  | Бейрут  | Муниципальный стадион Бейрута | 22,500      |
| Тадамон          | Тир     | Сур                           | 6,500       |
| Триполи          | Триполи | Муниципальный стадион Триполи | 22,000      |

## Победители
Чемпионами Ливана были:
| - 1933/34: Ан-Нахда - 1934/35: АУБ - 1935/36: Сика Рэйлвейз - 1936/37: АУБ - 1937/38: АУБ - 1938/39: Сика Рэйлвейз - 1939/40 : не проводился - 1940/41: Сика Рэйлвейз - 1941/42: Ан-Нахда - 1942/43: Ан-Нахда - 1943/44: Оменетмен - 1944/45: Homenmen Beirut - 1945/46: Оменетмен - 1946/47: Ан-Нахда - 1947/48: Оменетмен - 1948/49: Ан-Нахда - 1949/50 : не проводился - 1950/51: Оменетмен - 1951—1953 : не проводился - 1953/54: Homenmen Beirut - 1954/55: Оменетмен - 1955/56: Расинг - 1956/57: Homenmen Beirut | - 1957—1960 : не проводился - 1960/61: Homenmen Beirut - 1961/62 : не проводился - 1962/63: Оменетмен - 1963/64 : не проводился - 1964/65: Расинг - 1965/66 : не проводился - 1966/67: Аль-Шабиба - 1967/68 : не проводился - 1968/69: Оменетмен - 1969/70: Расинг - 1970—1972 : не проводился - 1972/73: Аль-Неймех - 1973/74 : не проводился - 1974/75: Аль-Неймех - 1975—1987 : не проводился - 1987/88: Аль-Ансар - 1988/89 : не проводился - 1989/90: Аль-Ансар - 1990/91: Аль-Ансар - 1991/92: Аль-Ансар - 1992/93: Аль-Ансар - 1993/94: Аль-Ансар | - 1994/95: Аль-Ансар - 1995/96: Аль-Ансар - 1996/97: Аль-Ансар - 1997/98: Аль-Ансар - 1998/99: Аль-Ансар - 1999/2000: Аль-Неймех - 2000/01: отменён - 2001/02: Аль-Неймех - 2002/03: Триполи - 2003/04: Аль-Неймех - 2004/05: Аль-Неймех - 2005/06: Аль-Ансар - 2006/07: Аль-Ансар - 2007/08: Аль-Ахед - 2008/09: Аль-Неймех - 2009/10: Аль-Ахед - 2010/11: Аль-Ахед - 2011/12: Сафа - 2012/13: Сафа - 2013/14: Аль-Неймех - 2014/15: Аль-Ахед - 2015/16: Сафа - 2016/17: Аль-Ахед |

## История
Чемпионат затронули скандалы с договорными матчами 2013 года.